# Matt Czuchry
Matt Czuchry, nome completo Matthew Charles Czuchry (Manchester, 20 maggio 1977), è un attore statunitense, noto soprattutto per i ruoli di Logan Huntzberger (Una mamma per amica), di Cary Agos (The Good Wife) e di Conrad Hawkins (The Resident).

## Biografia
È cresciuto a Johnson City in Tennessee. Suo padre, Andrew Czuchry, è un professore di origine ucraina alla East Tennessee State University e sua madre, Sandra, è una casalinga. Ha due fratelli più grandi, AJ e Mike e una sorella più grande, Karen.
Si è laureato con lode nel 1999 al College of Charleston con un Bachelor of Arts in storia e scienze politiche. Nel 1998 è stato nominato Mr. College of Charleston.

## Carriera
Ottiene la popolarità sul piccolo schermo entrando nel cast principale di alcune serie di successo: in particolare interpreta il ruolo di Logan Huntzberger nella serie televisiva Una mamma per amica. È anche apparso in serie televisive come Settimo cielo, Veronica Mars e The Practice - Professione avvocati. Nel 2009 interpreta Tucker Max in I Hope They Serve Beer In Hell, tratto dall'omonimo libro di Tucker Max.
Dal 2009 al 2016 è stato impegnato a interpretare il ruolo di Cary Agos nella serie tv The Good Wife, trasmessa in America dalla CBS, insieme con Julianna Margulies.
Nel 2016 ha preso parte al revival di Una mamma per amica, sempre nei panni di Logan Huntzberger.
Dal 2017 è il protagonista del nuovo medical drama The Resident, che va in onda su Fox. 

## Filmografia

### Cinema
- Slap Her, She's French!, regia di Melanie Mayron (2002)
- Arac Attack - Mostri a otto zampe (Eight Legged Freaks), regia di Ellory Elkayem (2002)
- A Midsummer Night's Rave, regia di Gil Cates Jr. (2002)
- Swimming Upstream, regia di Robert J. Emery (2002)
- Advantage Hart, regia di Jeff Seibenick (2003) - cortometraggio
- Em & Me, regia di L. James Langlois (2004)
- Hooked, regia di Richie Keen (2006) - cortometraggio
- I Hope They Serve Beer in Hell, regia di Bob Gosse (2009)

### Televisione
- Freaks and Geeks – serie TV, episodio 1x09 (2000)
- Opposite Sex – serie TV, episodio 1x06 (2000)
- Young Americans – serie TV, 5 episodi (2000)
- The Practice - Professione avvocati (The Practice) – serie TV, episodio 6x17 (2002)
- Settimo cielo (7th Heaven) – serie TV, episodio 7x10 (2002)
- Jake 2.0 – serie TV, episodio 1x01 (2003)
- Hack – serie TV, 12 episodi (2003-2004)
- Dark Shadows, regia di P.J. Hogan (2004) - episodio pilota scartato
- Una mamma per amica (Gilmore Girls) – serie TV, 48 episodi (2004-2007)
- Veronica Mars – serie TV, episodio 3x04 (2006)
- Gravity, regia di Jonas Pate e Josh Pate (2007) - episodio pilota scartato
- Friday Night Lights – serie TV, 4 episodi (2008)
- The Good Wife – serie TV, 154 episodi (2009-2016)
- La diciannovesima moglie (The 19th Wife), regia di Rod Holcomb (2010) - film TV
- Una mamma per amica - Di nuovo insieme (Gilmore Girls: A Year in the Life) - serie TV, 4 episodi (2016)
- The Resident – serie TV, 107 episodi (2018-2023)
- American Horror Story – serie TV, 9 episodi (2023-2024)

### Doppiatore
- Justice League – serie TV, episodio 5x10 (2006)

### Produttore
- The Resident - serie TV, 50 episodi (2021-2023) - produttore, co-produttore esecutivo, produttore esecutivo

## Doppiatori italiani
Nelle versioni in italiano dei suoi film, Matt Czuchry è stato doppiato da:
- Marco Vivio in Una mamma per amica, Una mamma per amica - Di nuovo insieme, American Horror Story
- Andrea Mete in The Good Wife, The Resident
- Roberto Gammino in Settimo cielo
- Patrizio Prata in Jake 2.0
- Davide Lepore in Veronica Mars
- Marco Bassetti in Friday Night Lights